# Jim O'Callaghan
Jim O'Callaghan, né le 5 janvier 1968, est un homme politique irlandais du Fianna Fáil qui est ministre de la Justice, des Affaires intérieures et des Migrations depuis janvier 2025. Il est Teachta Dála (TD) pour la circonscription de Dublin Bay South depuis les élections générales de 2016,.

## Carrière juridique
O'Callaghan est titulaire d'un BCL de l'University College Dublin, d'une maîtrise en droit et d'un M.Phil. en criminologie du Sidney Sussex College de Cambridge et un diplôme d'avocat du King's Inns.
En 2000, il représente le Taoiseach Bertie Ahern dans une procédure en diffamation contre un homme d'affaires, aux côtés de Rory Brady et Paul Gallagher, qui ont tous deux exercé plus tard les fonctions de procureur général d'Irlande. Il est nommé conseiller juridique principal en 2008. O'Callaghan est également conseiller juridique du Fianna Fáil de janvier 2011 jusqu'à son élection au Dáil. En 2014, il co-édite un livre intitulé Law and Government: A Tribute to Rory Brady.

## Carrière politique
Il est membre du conseil municipal de Dublin de 2009 à 2016. Il se présente sans succès comme candidat du Fianna Fáil aux élections générales de 2007 dans le sud-est de Dublin.
Il est membre de l'équipe de négociation du Fianna Fáil lors des pourparlers sur la formation du gouvernement en 2016. Tôt le 9 avril 2016, la maison d'O'Callaghan accueille une réunion secrète entre O'Callaghan, Leo Varadkar, Deirdre Gillane (conseillère en chef de Micheál Martin) et Andrew McDowell (conseiller politique d'Enda Kenny).
Le 19 mai 2016, il est nommé porte-parole du Fianna Fáil pour la justice et l'égalité par le chef du parti, Micheál Martin. Il rédige et obtenu le soutien de tous les partis pour son projet de loi sur la libération conditionnelle, qui est adopté par l'Oireachtas et devient une loi.
O'Callaghan présente également le 18 octobre 2016 un projet de loi sur la Commission des nominations judiciaires qui vise à modifier le processus de nomination des juges. Bien que le projet de loi ait été adopté en deuxième étape au Dáil il n'est pas soutenu par le gouvernement minoritaire du Fine Gael, qui préfère la législation proposée par le ministre des Transports, Shane Ross, bien qu'avec des modifications.
Lors des élections générales de 2020, O'Callaghan est réélu député pour la circonscription de Dublin Bay South. En juillet 2020, O'Callaghan refuse le poste de ministre d'État au ministère de la Justice du 32e gouvernement d'Irlande qui lui a été proposé par le Taoiseach Micheál Martin, déclarant qu'il souhaite rester sur les bancs arrière.
O'Callaghan est nommé porte-parole du parti pour les questions de justice par Martin le 17 décembre 2020.
O'Callaghan est le directeur de campagne du Fianna Fáil pour l'élection partielle de Dublin Bay South de 2021, au cours de laquelle le candidat du parti arrive en cinquième position.
Lors des élections générales de 2024, O'Callaghan est réélu au Dáil. Le 23 janvier 2025, il est nommé ministre de la Justice, des Affaires intérieures et des Migrations dans le gouvernement dirigé par Micheál Martin.

## Vie privée
Il joue au rugby au niveau senior, représentant l'UCD, l'Université de Cambridge, les London Irish, les Wanderers, le Leinster et le Connacht. Il est également sélectionné pour l'Irlande au niveau des moins de 21 ans.
Il a quatre sœurs, dont l'une est la présentatrice radio irlandaise Miriam O'Callaghan.